# Todi de Jamaica
El todi de Jamaica (Todus todus) és una espècie d'ocell de la família dels tòdids (Todidae) que habita zones amb arbres, matolls i malesa de Jamaica.